# Ardour
Ardour je program ke zpracování a k míchání zvukových nahrávek na počítači. Je systémem pro přímé nahrávání na pevný disk a pracovní stanicí pro práci s digitálním zvukem. Zaměřuje se na vzhled rozhraní a způsob obsluhy, jaký má profesionálními zvukovými studii často používané Pro Tools. Ardour v tuto chvíli ještě nemá funkční rozsah soukromníky vlastněných programů. Ardour je dostupný jako svobodný software pod licencí GPL. Teď jsou na světě verze tohoto programu způsobilé k běhu na operačních systémech Linux, Solaris, FreeBSD a Mac OS X. Práce vývojáře Ardouru se soustřeďuje na verze pro Linux a Mac OS X. Podstatně se na vzniku Ardouru podílel vývojář Paul Davis, který spolupůsobil i na plánování projektu JACK (JACK Audio Connection Kit). Projekt Ardour si podle vlastního výroku dal za cíl vytvořit „nejlepší možnou pracovní stanici pro práci s digitálním zvukem“ (Digital audio workstation).
Jméno Ardour má původ v pokusu o vyslovení zkratky HDR (zkrácení slovního spojení Hard Disk Recorder).

## Pojetí
Ardour používá na nahrávání zvuku a k jeho předání dál zvukový server JACK. Proto program může ukládat záznam zvuku jak ze vstupu zvukové karty tak i od se serverem JACK spojeného programu. Počet současně použitelných stop přitom není pevně ohraničen. Nahrávky Ardour ukládá do souborů ve formátu RIFF WAVE. Tyto soubory Ardour po nahrání už nemění. Všechno stříhání a další zpracování zvukového materiálu se vztahuje k přehrávání souboru. Tento tak zvaný nedestruktivní postup dovoluje rušení střihů a většiny operací smazání také po skončení sezení.
Nahrávání a přehrávání uživatel v Ardouru řídí přes „Stopy“, které odpovídají jednotlivých stopám (magnetofonový pásek) magnetofonu, a přes směšovač. Všechny změny parametrů ve směšovači je možné automatizovat. Takže je možné nechat hlasitost jedné stopy na oblíbeném místě nabrat na síle, nebo na nějakém místě nechat efekt zesílit a potom zase zeslabit. Toto programování parametrů je možné i s pomocí grafických křivek, které k tomu účelu mohou být vsunuty pod stopu. Všechny tyto postupy se dějí ve skutečném čase – doba nevyhnutelné prodlevy je nastavitelná v serveru JACK. Na systému, který je pro provozování serveru JACK nastaven správně, jsou stále využitelné časy prodlev menší než 10 milisekund.

## Souhra s jinými programy
Ardour používá jako efektový přídavný modul standardně formát LADSPA. Lze spojovat více těchto většinou hodně speciálních přídavný modulů, a dosáhnout složitějších efektů. Od verze 2.6 Ardour pod Linuxem podporuje i nový formát přídavný modulů LV2, který nabízí schopnosti srovnatelné s VST. Ardour pro přídavné moduly v MacOS podporuje zvláště pro tento operační systém specifický formát Audio Unit (AU). Ze zdrojových souborů Ardouru se dá sestavit i verze, která podporuje efektové přídavné moduly ve Steinbergovském formátu VST. K tomuto se od verze 2.8 používají Vestige Header, FST a Wine, licencované pod GPL. Prostřednictvím Wine je Ardour kvůli tomu ovšem použitelný jen jako 32bitový program.
Pro synchronizaci při ozvučení obrazu je v Linuxu dostupný program xjadeo, který umožňuje nechat film běžet souběžně s Ardourem. Pro nahrávání MIDI může být Ardour synchronizován se sekvencerem, jako je například Rosegarden, přes časový údaj od serveru JACK. Ve spojení se serverem JACK mohou být přímo do jednotlivých stop Ardouru nahrávány i zvuky pocházející od programů na tvorbu zvuků, jakými jsou syntetizátory a samplery, nebo od přehrávačů. Výstup JACKu se dá pro závěrečnou zvukovou úpravu spojit s vhodným zpracovatelským programem, jako je například JAMin.

## Třetí řada Ardouru
Současně s řadou 2.x Ardouru programovali vývojáři projektu verzi 3, která byla zveřejněna v březnu 2013. Tato vedle všelikých drobných vylepšení přináší i uživateli toužebně očekávané začlenění stop MIDI přímo do programu. Nadto mělo dojít k vydání verze pro operační systém Windows. Ardour 2 má být udržován po několik dalších let.
Obě verze jsou dostupné zdarma jako součást linuxových distribucí a zdrojový kód pro všechny systémy. Instalační balíčky pro Linux projekt prodává na svých stránkách podle modelu, v němž může kupec sám určit cenu. Výchozí výší je 1 americký dolar. Balíčky pro MacOSX měly být dostupné od dubna 2013. Balíčky pro Microsoft Windows byly rovněž naplánovány.

## Čtvrtá řada Ardouru
19. dubna 2015 vešlo ve známost vydání Ardouru ve verzi 4.0. Toto hlavní vydání poprvé umožňuje pokusnou podporu pro Microsoft Windows od verze XP. Aby se usnadnilo přijetí programu novými uživateli, byla zrušena závislost na JACKu, démon pro pokročilé uživatele je nyní nutný jen volitelně.
Kromě toho byl program vylepšen s ohledem na používání pracovní paměti, zlepšena podpora pro MIDI a rozhraní napsáno od základu znovu. Slučitelnost témat z verze ≤3.0 už není daná.